# Ossiacher See
Ossiacher See är en alpsjö i det österrikiska förbundslandet Kärnten. Sjön som ligger nära staden Villach är belägen 501 m ö.h. och har en yta på 10,5 km². Dess största djup är 52 m. Sjöns tillflöde är Tiebel och den avrinner genom Villacher Seebach till floden Drau. 
Vid sjön ligger Ossiach känd för sitt kloster och ortsdelen Landskron med sin fästning som idag hör till staden Villach. Sjön och dess omgivning är ett omtyckt turistmål.